# Marlos Moreno
Marlos Moreno Durán (Medellín, 20 de setembro de 1996) é um futebolista colombiano que atua como ponta-esquerda. Atualmente joga pelo Atlético Nacional.

## Carreira

### Atlético Nacional
Marlos Moreno foi revelado nas categorias de base do Atlético Nacional, sendo multicampeão em várias categorias, e quem lhe deu as primeiras oportunidades no time principal foi Osório. Mas foi com Rueda que o meia teve sequência e encantou a Colômbia. Ele foi peça fundamental no Nacional campeão colombiano de 2015 e da Libertadores 2016. Pelo Atlético Nacional, disputou 43 partidas e marcou oito gols.

### Manchester City
Marlos chamou a atenção de equipe de scout do Manchester City ao se destacar no time campeão da Libertadores de 2016. Em junho de 2016, o Manchester City pagou cerca de 5,5 milhões de euros pelos seus direitos.

### La Coruña
Entrou em campo 23 vezes pelo La Coruña na temporada 2016/17, mas não balançou as redes.

### Girona
Com o acesso do Girona, clube parceiro do Manchester City, ele foi emprestado, mas fez somente três partidas - duas pela Copa do Rei. Sua melhor partida foi na volta contra o Levante pela Copa do Rei, quando deu uma assistência.

### Flamengo
Em 16 de janeiro de 2018, assinou por empréstimo de uma temporada com o Flamengo, que negociou a liberação do atleta sem custos junto ao Manchester City.
Fez seu primeiro gol com a camisa rubro-negra no dia 27 de outubro de 2018, no empate em 1 x 1 contra o Palmeias, no Maracanã, em duelo válido pelo Brasileirão daquele ano. Com isso, ele pôs fim a um de jejum de 66 jogos (33 pelo Flamengo) sem balançar as redes adversárias.

### Santos Laguna
No dia 25 de janeiro de 2019, o Santos Laguna anunciou o empréstimo do atacante colombiano, junto ao Manchester City-ING.

## Seleção Colombiana
Quando ainda atuava pelo clube colombiano ele foi convocado para defender a Colômbia na Copa América Centenário.

## Estilo de jogo
Marlos Moreno começou como número 9, jogava por dentro e com muita mobilidade, mas por não ser tão goleador e por ter baixa estatura se mudou para as extremidades. Desde o início de sua carreira, foi comparado com Asprilla, devido a sua velocidade e gingado. De drible fácil, velocidade impressionante e capacidade de flutuar pelas duas pontas, é um típico ponta que pode jogar pelos dois lados, veloz e potente.

## Estatísticas
Até 21 de novembro de 2018.

### Clubes
| Clube               | Temporada         | Campeonato nacional | Campeonato nacional | Campeonato nacional | Copa nacional[a] | Copa nacional[a] | Copa nacional[a] | Competições continentais[b] | Competições continentais[b] | Competições continentais[b] | Outros torneios[c] | Outros torneios[c] | Outros torneios[c] | Total | Total | Total   |
| Clube               | Temporada         | Jogos               | Gols                | Assist.             | Jogos            | Gols             | Assist.          | Jogos                       | Gols                        | Assist.                     | Jogos              | Gols               | Assist.            | Jogos | Gols  | Assist. |
| ------------------- | ----------------- | ------------------- | ------------------- | ------------------- | ---------------- | ---------------- | ---------------- | --------------------------- | --------------------------- | --------------------------- | ------------------ | ------------------ | ------------------ | ----- | ----- | ------- |
| Atlético Nacional   | 2014              | 1                   | 0                   | 0                   | 2                | 0                | 0                | –                           | –                           | –                           | –                  | –                  | –                  | 3     | 0     | 0       |
| Atlético Nacional   | 2015              | 17                  | 5                   | 3                   | –                | –                | –                | –                           | –                           | –                           | –                  | –                  | –                  | 17    | 5     | 3       |
| Atlético Nacional   | 2016              | 9                   | 0                   | 3                   | 1                | 0                | 0                | 13                          | 3                           | 4                           | –                  | –                  | –                  | 23    | 3     | 7       |
| Atlético Nacional   | Total             | 27                  | 5                   | 6                   | 3                | 0                | 0                | 13                          | 3                           | 4                           | 0                  | 0                  | 0                  | 43    | 8     | 10      |
| Deportivo La Coruña | 2016–17           | 19                  | 0                   | 0                   | 4                | 0                | 0                | 0                           | 0                           | 0                           | –                  | –                  | –                  | 23    | 0     | 0       |
| Deportivo La Coruña | Total             | 19                  | 0                   | 0                   | 4                | 0                | 0                | 0                           | 0                           | 0                           | 0                  | 0                  | 0                  | 23    | 0     | 0       |
| Girona              | 2017–18           | 2                   | 0                   | 0                   | 2                | 0                | 1                | –                           | –                           | –                           | –                  | –                  | –                  | 4     | 0     | 1       |
| Girona              | Total             | 2                   | 0                   | 0                   | 2                | 0                | 1                | 0                           | 0                           | 0                           | 0                  | 0                  | 0                  | 4     | 0     | 1       |
| Flamengo            | 2018              | 21                  | 1                   | 1                   | 5                | 0                | 0                | 5                           | 0                           | 0                           | 4                  | 0                  | 0                  | 35    | 1     | 1       |
| Flamengo            | Total             | 21                  | 1                   | 1                   | 5                | 0                | 0                | 5                           | 0                           | 0                           | 4                  | 0                  | 0                  | 35    | 1     | 1       |
| Santos Laguna       | 2019              | 11                  | 1                   | 0                   | 0                | 0                | 0                | 6                           | 2                           | 2                           | –                  | –                  | –                  | 17    | 3     | 2       |
| Santos Laguna       | Total             | 11                  | 1                   | 0                   | 0                | 0                | 0                | 6                           | 2                           | 2                           | 0                  | 0                  | 0                  | 17    | 3     | 2       |
| Portimonense        | 2019-20           | 20                  | 0                   | 0                   | 0                | 0                | 0                | 0                           | 2                           | 2                           | –                  | –                  | –                  | 20    | 0     | 0       |
| Portimonense        | Total             | 20                  | 0                   | 0                   | 0                | 0                | 0                | 6                           | 2                           | 2                           | 0                  | 0                  | 0                  | 20    | 0     | 0       |
| Total na carreira   | Total na carreira | 80                  | 7                   | 7                   | 14               | 0                | 1                | 24                          | 3                           | 4                           | 4                  | 0                  | 0                  | 122   | 12    | 14      |

- a. ^ Jogos da Copa del Rey e Copa do Brasil
- b. ^ Jogos da Copa Sul-Americana e Copa Libertadores da América
- c. ^ Jogos do Campeonato Carioca

#### Gols Pelo Flamengo
|    | Data                  | Local                               | Resultado | Adversário | Gols | Assist. | Competição          |
| -- | --------------------- | ----------------------------------- | --------- | ---------- | ---- | ------- | ------------------- |
| 1. | 27 de outubro de 2018 | Estádio do Maracanã, Rio de Janeiro | 1–1       | Palmeiras  | 1    | 0       | Brasileirão de 2018 |

### Seleção Colombiana
Abaixo estão listados todos jogos e gols do futebolista pela Seleção Colombiana, desde as categorias de base. Abaixo da tabela, clique em expandir para ver a lista detalhada dos jogos de acordo com a categoria selecionada.
Sub-17
| Ano   |       |      |         |       |
| Ano   | Jogos | Gols | Assist. | Média |
| ----- | ----- | ---- | ------- | ----- |
| 2013  | 3     | 1    | 0       | 0,33  |
| Total | 3     | 1    | 0       | 0,33  |

|    | Data                | Local                                               | Resultado | Adversário | Gols | Assist. | Competição                              |
| -- | ------------------- | --------------------------------------------------- | --------- | ---------- | ---- | ------- | --------------------------------------- |
| 1. | 2 de abril de 2013  | Provincial Juan Gilberto Funes, La Punta, Argentina | 1–1       | Paraguai   | 0    | 0       | Campeonato Sul-Americano Sub-17 de 2013 |
| 2. | 6 de abril de 2013  | Provincial Juan Gilberto Funes, La Punta, Argentina | 0–0       | Equador    | 0    | 0       | Campeonato Sul-Americano Sub-17 de 2013 |
| 3. | 11 de abril de 2013 | Provincial Juan Gilberto Funes, La Punta, Argentina | 2–3       | Argentina  | 1    | 0       | Campeonato Sul-Americano Sub-17 de 2013 |

Seleção principal
| Ano   |       |      |         |       |
| Ano   | Jogos | Gols | Assist. | Média |
| ----- | ----- | ---- | ------- | ----- |
| 2016  | 8     | 1    | 1       | 0,12  |
| Total | 8     | 1    | 1       | 0,12  |

|    | Data                  | Local                                                   | Resultado | Adversário     | Gols | Assist. | Competição               |
| -- | --------------------- | ------------------------------------------------------- | --------- | -------------- | ---- | ------- | ------------------------ |
| 1. | 24 de março de 2016   | Estádio Hernando Siles, La Paz, Bolívia                 | 3–2       | Bolívia        | 0    | 1       | Elim. Copa do Mundo 2018 |
| 2. | 29 de março de 2016   | Estádio Metropolitano, Barranquilla, Colômbia           | 3–1       | Equador        | 0    | 0       | Elim. Copa do Mundo 2018 |
| 3. | 29 de maio de 2016    | Marlins Park, Miami, Estados Unidos                     | 3–1       | Haiti          | 0    | 0       | Amistoso                 |
| 4. | 7 de junho de 2016    | Rose Bowl, Pasadena, Estados Unidos                     | 2–1       | Paraguai       | 0    | 0       | Copa América Centenário  |
| 5. | 11 de junho de 2016   | NRG Stadium, Houston, Estados Unidos                    | 2–3       | Costa Rica     | 1    | 0       | Copa América Centenário  |
| 6. | 22 de junho de 2016   | Soldier Field, Chicago, Estados Unidos                  | 0–2       | Chile          | 0    | 0       | Copa América Centenário  |
| 7. | 25 de junho de 2016   | University of Phoenix Stadium, Glendale, Estados Unidos | 1–0       | Estados Unidos | 0    | 0       | Copa América Centenário  |
| 8. | 6 de setembro de 2016 | Arena da Amazônia, Manaus, Brasil                       | 1–2       | Brasil         | 0    | 0       | Elim. Copa do Mundo 2018 |

## Títulos
Atlético Nacional
- Copa Libertadores da América: 2016
- Copa Colômbia: 2016
- Superliga da Colômbia: 2016

Flamengo
- Taça Guanabara: 2018

### Prêmios individuais
- 18º melhor jogador sub-21 de 2016 (FourFourTwo)[7]